# Estación la Piedad
Estación la Piedad är en ort i Mexiko.   Den ligger i kommunen Pénjamo och delstaten Guanajuato, i den centrala delen av landet, 300 km väster om huvudstaden Mexico City. Estación la Piedad ligger 1 681 meter över havet och antalet invånare är 1 123.
Terrängen runt Estación la Piedad är platt åt nordost, men åt sydväst är den kuperad. Runt Estación la Piedad är det ganska tätbefolkat, med 104 invånare per kvadratkilometer. Närmaste större samhälle är La Piedad Cavadas, 4,4 km sydväst om Estación la Piedad. Trakten runt Estación la Piedad består till största delen av jordbruksmark.